# La Mesa
För andra betydelser, se La Mesa (olika betydelser).
La Mesa är en stad i San Diego County i den amerikanska delstaten Kalifornien med en yta av 24,1 km² och en folkmängd som uppgår till 54 749 invånare (2000). Orten grundades 1869 och fick stadsrättigheter den 16 februari 1912.

## Kända personer från La Mesa
- Frankie Hejduk, fotbollsspelare
- Dave Mustaine, musiker
- Frederick W. Sturckow, astronaut